# واووتا
واووتا (به انگلیسی: Wawota) یک منطقهٔ مسکونی در کانادا است که در ساسکاچوان واقع شده‌است. واووتا ۱٫۲۴ کیلومتر مربع مساحت و ۵۴۳ نفر جمعیت دارد.